# Villa lusitano-romana de Santa Vitória do Ameixial
A Villa lusitano-romana de Santa Vitória do Ameixial, ou Villa de Santa Vitória do Ameixial localiza-se na freguesia de Ameixial (Santa Vitória e São Bento), no município de Estremoz, Distrito de Évora, Portugal.
Sítio arqueológico classificado como Monumento Nacional desde 1974,, é necessário contactar o IGESPAR para visitar o local.

## História
Esta villa lusitano-romana foi edificada entre o final do século I a.C. e início do século IV d.C. durante a romanização da Península Ibérica.
Na época, esta zona pertencia à província romana da Lusitânia, cuja capital era Emerita Augusta (Mérida).
Em 2021, deixou de ser tutelado pelo Governo passando para a responsabilidade da Câmara.

## Descrição
Ruínas de uma Villa de características rurais, incluindo vestígios do peristilo e de zona termal.
Foram encontrados neste sítio diversos painéis de mosaicos, que serviam de pavimento, sendo famoso o mosaico de Ulisses, actualmente exposto no Museu Nacional de Arqueologia de Lisboa e um tesouro de cerca de 3000 moedas.